# Kim Tae-hee
Kim Tae-hee (hangul: 김태희; rr: Gim Tae-hui; nascida em 29 de março de 1980) é uma atriz e modelo sul-coreana. Ela iniciou sua carreira artística através de trabalhos como modelo comercial e realizou sua estreia como atriz em 2001. Kim tornou-se mais conhecida por seus papéis nos dramas televisivos Stairway to Heaven (2003), Love Story in Harvard (2004), Iris (2009), My Princess (2011) e Yong-pal (2015).

## Vida pessoal
Kim é uma católica praticante. Em setembro de 2012, ela iniciou um relacionamento com o cantor e ator sul-coreano Rain. Eles se casaram em 19 de janeiro de 2017.
Em 23 de maio de 2017, a agência de Kim, Lua Entertainment, anunciou que Kim estava grávida de seu primeiro filho. Ela deu à luz uma menina em 25 de outubro do mesmo ano. Em fevereiro de 2019, Kim anunciou a sua segunda gravidez.

## Filmografia

### Filmes
| Ano  | Título             | Papel           | Notas                                     |
| ---- | ------------------ | --------------- | ----------------------------------------- |
| 2001 | Last Present       | Young Jung-yeon |                                           |
| 2002 | Living in New Town | Ji-soo          | curta-metragem                            |
| 2006 | The Restless       | So-hwa/Yon-hwa  |                                           |
| 2007 | Venus and Mars     | Yoon Jin-ah     |                                           |
| 2010 | Grand Prix         | Seo Ju-hee      |                                           |
| 2010 | Iris the Movie     | Choi Seung-hee  | versão em filme do drama televisivo Iris. |
|      |                    |                 |                                           |

### Televisão
| Ano  | Titulo                                  | Papel          | Emissora |
| ---- | --------------------------------------- | -------------- | -------- |
| 2002 | Let's Go                                | Tae-hee        | SBS      |
| 2003 | Screen                                  | Kim So-hyun    | SBS      |
| 2003 | A Problem At My Younger Brother's House | Park Su-jin    | SBS      |
| 2003 | Stairway to Heaven                      | Han Yoo-ri     | SBS      |
| 2004 | Forbidden Love                          | Yoon Shi-yeon  | KBS2     |
| 2004 | Love Story in Harvard                   | Lee Soo-in     | SBS      |
| 2009 | Iris                                    | Choi Seung-hee | KBS2     |
| 2011 | My Princess                             | Lee Seol       | MBC      |
| 2011 | Boku to Star no 99 Nichi                | Han Yuna       | Fuji TV  |
| 2013 | Jang Ok Jung, Live for Love             | Jang Hui-bin   | SBS      |
| 2015 | Yong-pal                                | Han Yeo-jin    | SBS      |
| TBA  | Saint Wang Xizhi                        | Xi Rui         |          |
| 2020 | Hi Bye, Mama!                           | Cha Yu-ri      | tvN      |

### Participações em vídeos musicais
| Ano  | Canção          | Artista                             |
| ---- | --------------- | ----------------------------------- |
| 2002 | "Letter"        | g.o.d                               |
| 2003 | "Only"          | The Jun                             |
| 2004 | "Don't Go Away" | Park Yong-ha                        |
| 2010 | "Love Story"    | Rain                                |
| 2014 | "Koinonia"      | Celebridades Católicas Sul-coreanas |